# Chapada dos Veadeiros (tiểu vùng)
Chapada dos Veadeiros là một tiểu vùng thuộc bang Goiás, Brasil. Tiều vùng này có diện tích 18316 km², dân số năm 2007 là 56129 người.